# ألقانة
ألقانة (بالعبرية: אֱלְקָנָה‏) وفقًا لسفر صموئيل الأول، هو زوج حنة، ووالد النبي صموئيل.
كانت زوجته حنة عاقرًا، وكانت أحد زوجاته إليه، وكان متزوجًا من امرأة أخرى تُدعى فننة، ذهبت حنة إلى خيمة الرب في شيلوه للدعاء، فطمأنها عالي الكاهن قائلًا: «اذهبي بسلام وإله إسرائيل يعطيك سؤلك الذي سألته من لدنه»، وفي نفس السنة حملت حنة وولدت ابنًا وأسمته صموئيل قائلة: «لأني من الرب سألته»، وأخذ ألقانة وحنة الصبي صموئيل بعد فطامه إلي شيلوه وتركاه مع عالي الكاهن نذرًا للرب. وقد أنجبت حنة فيما بعد ثلاثة بنين غير صموئيل وبنتين.